# Volo Northwestern Air 738
Il 23 gennaio 2024 un British Aerospace Jetstream operante il volo Northwestern Air 738, si schianta poco dopo il decollo da Fort Smith, nei Territori del Nord-Ovest in Canada. L'aereo trasportava dei minatori alla miniera di diamanti Diavik, circa 500 km più a nord.

## L'aereo
L'aereo coinvolto era un British Aerospace Jestream del 1991 registrato come C-FNAA.

## Incidente
L'aereo decolla da Fort Smith e, poco dopo aver raggiunto l'altitudine massima di 140 piedi, il velivolo inizia a perdere quota e finisce per schiantarsi a 1,2 km dalla pista, in un'area boscosa vicino al Fiume degli Schiavi. L'aereo prende fuoco con lo schianto e il relitto viene consumato dalle fiamme. Il solo sopravvissuto era stato espulso dall'aereo poco prima dell'impatto.